# Meraporus graminicola
Meraporus graminicola är en stekelart som beskrevs av Walker 1834. Meraporus graminicola ingår i släktet Meraporus och familjen puppglanssteklar. Arten är reproducerande i Sverige. Inga underarter finns listade i Catalogue of Life.